# Trofeo Internacional de Fútbol Ciudad de Oporto
El Trofeo Internacional de fútbol Ciudad de Oporto fue un cuadrangular amistoso de fútbol, disputado en la ciudad de Oporto en Portugal, entre el 3 y 4 de agosto de 1990, impulsado por el ayuntamiento de la ciudad y el club anfitrión, el FC Porto. Se disputó en formato de eliminación con dos semifinales y una final que otorgaría el trofeo al ganador. Todos los encuentros se jugaron en el Estádio das Antas.

## Equipos participantes
- FC Porto
- Boavista FC
- Atlético de Madrid
- Standard de Lieja

## Semifinales
La primera semifinal enfrentó al Boavista portugués con el Atlético de Madrid, ganando el equipo español por cuatro goles a uno, goles marcados por Marlon por el Boavista y Julio Prieto por partida doble, Baltazar y Rodax por el conjunto rojiblanco. En la otra semifinal el Standard de Lieja venció al equipo anfitrión, que no pudo disputar la final ante su público.

## La final
La final del torneo fue muy igualada, se adelantó el equipo belga en el minuto 60 de partido con gol de Hellers, e igualó el Atlético por medio de Manolo en el minuto 90, llegando con empate a un gol al final del tiempo reglamentado, teniendo que ser la suerte de los penaltis la que diera el torneo al Atlético de Madrid gracias a la gran actuación de su guardameta Mejías que paró dos lanzamientos.
- Atlético de Madrid
  - Alineación: Mejías, Tomás, Juan Carlos (Toni), Juanito, Donato, Julio Prieto, Pizo Gómez, Orejuela, Sabas (Rodax), Manolo y Futre (Baltazar).
- Standard de Lieja
  - Alineación: Bodart, De Langre, Skaissen, Naasen, Pister, Edgar, Jacob, Hellers, Asselman, Van der Missen y Vos.

| 4 de agosto de 1990                                                                                   | Standard de Lieja | 1 : 1 * | Atlético de Madrid | Estádio das Antas, Oporto                                                  |                                                                            |
| | Guy Hellers 60'   |         | 90' Manolo         | Asistencia: 35.000 espectadores Árbitro(s): Sr. Carlos Valiente (Portugal) | Asistencia: 35.000 espectadores Árbitro(s): Sr. Carlos Valiente (Portugal) |
| * GANA EL ATLÉTICO DE MADRID EN LOS PENALTIS. Expulsados Tomás por el Atlético y Vos por el Standard. |                   |         |                    |                                                                            |                                                                            |

| España                          |
| Campeón Club Atlético de Madrid |